# 21010 Кішон
21010 Кішон (21010 Kishon) — астероїд головного поясу, відкритий 13 серпня 1988 року.
Тіссеранів параметр щодо Юпітера — 3,587.